# Ligne de Corbenay à Faymont
La ligne de Corbenay à Faymont est une ligne ferroviaire française à écartement standard et à voie unique des départements de la Haute-Saône et des Vosges. Elle constitue un embranchement de la ligne de Blainville - Damelevières à Lure et desservait la vallée de la Combeauté. Elle a été mise en service le 5 juin 1881, et a été fermée en 1942 au service voyageurs, puis par étapes entre 1987 et 1991 au trafic marchandises entre Faymont et Fougerolles.
Elle constitue la ligne no 054 000 du réseau ferré national. Historiquement, elle constituait la ligne 169 dans l'ancienne numérotation SNCF des lignes de la région Est.

## Chronologie
- 17 juin 1873 : déclaration d'utilité publique et concession à la Compagnie des chemins de fer de l'Est ;
- 5 juin 1881 : mise en service ;
- 1er janvier 1938 : l'Est intègre la Société nationale des chemins de fer français ;
- 1er mai 1942 : fin du service voyageurs ;
- 1987 : fin du service marchandises entre le Val-d'Ajol et Faymont ;
- 31 août 1989 : déclassement du tronçon Le Val-d'Ajol – Faymont ;
- 1er janvier 1991 : fin du service marchandises entre Fougerolles et le Val-d'Ajol ;
- 10 avril 1996 : déclassement du tronçon Fougerolles – Le Val-d'Ajol.

## Historique
La ligne est concédée à la Compagnie des chemins de fer de l'Est par une convention signée le 17 juin 1873 entre le ministre des Travaux publics et la Compagnie. Cette convention est approuvée à la même date par une loi qui déclare la ligne d'utilité publique.
La ligne avait été numérotée 167 par la Compagnie des chemins de fer de l'Est.

## Infrastructure
En décembre 2010, la voie était en place jusqu'à Fougerolles mais interrompue et déposée à de nombreux passages à niveau, notamment à Corbenay, Fougerolles, etc.